# Saint-Priest-le-Betoux
Pour les articles homonymes, voir Saint-Priest (homonymie) et Bétou (homonymie).
Saint-Priest-le-Betoux est une ancienne commune française située dans le département de la Haute-Vienne et la région Nouvelle-Aquitaine. Elle est associée à la commune de Saint-Sornin-Leulac depuis 1973.

## Géographie
Le territoire communal de Saint-Priest-le-Betoux renferme six villages : la Croix-Blanche, le Pin-Bernard, le Pingrelaud (anciennement Pin-Grebaud), Planechaud, le Puymarchoux et Villemont (anciennement fortifié).

## Histoire
Le 1er janvier 1973, la commune de Saint-Priest-le-Betoux est rattachée à celle de Saint-Sornin-Leulac sous le régime de la fusion-association.

## Politique et administration
| Période                                  | Période | Identité | Étiquette | Qualité |
| ---------------------------------------- | ------- | -------- | --------- | ------- |
|                                          |         |          |           |         |
| Les données manquantes sont à compléter. |         |          |           |         |

## Démographie
| 1793 | 1800 | 1806 | 1821 | 1831 | 1836 | 1841 | 1846 | 1851 |
| ---- | ---- | ---- | ---- | ---- | ---- | ---- | ---- | ---- |
| 229  | 203  | 206  | 215  | 238  | 265  | 259  | 229  | 249  |

| 1911 | 1921 | 1926 | 1931 | 1936 | 1946 | 1954 | 1962 | 1968 |
| ---- | ---- | ---- | ---- | ---- | ---- | ---- | ---- | ---- |
| 233  | 204  | 186  | 184  | 170  | 138  | 146  | 136  | 130  |

## Lieux et monuments
- Église Saint-Priest
- Deux croix en granit sculptées, à barillet